# Robert Malval
Robert Malval (Puerto Príncipe, 11 de julio de 1943) es un político haitiano.

## Biografía
Estudió en la Universidad de Miami. Un industrial y líder empresarial de origen libanés, Malval fue nombrado Primer Ministro de Haití el 16 de agosto de 1993 por el presidente en el exilio, Jean-Bertrand Aristide, siendo ratificado días después por el Parlamento. Desafió al presidente respaldado por el ejército, Émile Jonassaint. En diciembre de 1993, renunció a su puesto y criticó a Aristide por ser una figura "errática" que obstaculizaba los esfuerzos para resolver la crisis política. No obstante, se mantuvo en el cargo durante más de un año después de su renuncia tras ser oficialmente destituido por el Senado de Haití.